# 母乳哺育
母乳哺育（Breastfeeding），亦稱哺乳、授乳或母乳餵養，指的是女性以乳房餵食婴儿母乳的行為。婴儿有吮吸反射，因此可以吮吸乳房並吞嚥母乳，專家建議在出生後一小時即可哺餵母乳，之後可持續哺乳直到嬰兒自行斷奶為止。嬰兒出生前數周大約每二至三小時即需哺乳一次，每次餵食約需十至十五分鐘。嬰兒逐漸長大後，餵食頻率可以調降。母親也能預先用擠乳器抽出母乳，之後再進行餵食。有些職業婦女的小孩是由其他人照顧，但由婦女提供母乳喂小孩。哺乳相較配方奶粉來說有許多好處。
假設大多數嬰兒皆採母乳哺育的方式育幼，估計可以避免約820,000名嬰兒於五歲前死亡。不論發展中國家或已開發國家，哺乳均可減少呼吸道感染和腹瀉的機會，還能降低哮喘、食物過敏、乳糜泻、1型糖尿病，以及白血病的風險。哺乳也可能提升嬰兒的認知能力發展及減少成人後肥胖的機會。母乳哺育可能對部分母親造成壓力，在已開發國家，將母乳以奶瓶餵食，對嬰兒的成長並無影響。
純母乳哺育六個月之後，除了餵母乳外，也可以加入適合小孩年齡的副食品，一直到二歲為止。美國小兒科協會建議在純母乳哺育的六個月後，在母親和小孩都有意願的情形下，可以再繼續餵母乳一年。
哺乳對母親的好處包含減少產後出血、加強子宫的產後收縮、減重，以及減少产后抑郁症的機會。母乳哺育也能延遲月經和生育能力的回復，此現象稱為泌乳停經。長期的好處包含減少乳癌、心血管疾病，和類風濕性關節炎的風險。哺乳也能節省購買配方奶粉所花費的支出。
世界卫生组织等健康促進組織建議嬰兒出生後前六個月完全僅給予母乳，避免給予其他副食品或飲品，但可以給予適量的维生素D。六個月以後可以給予一些副食品，但還是建議持續哺乳到至少1至2歲。全球僅有38%的嬰兒在出生後六個月僅食用母乳。在美國，有75%的母親一開始餵食母乳，但只有13%持續到六個月。不允許哺乳的狀況很罕見，例如說母親使用娛樂性藥物等等。哺乳期間使用菸、少量酒品、咖啡仍建議持續哺乳。

## 泌乳

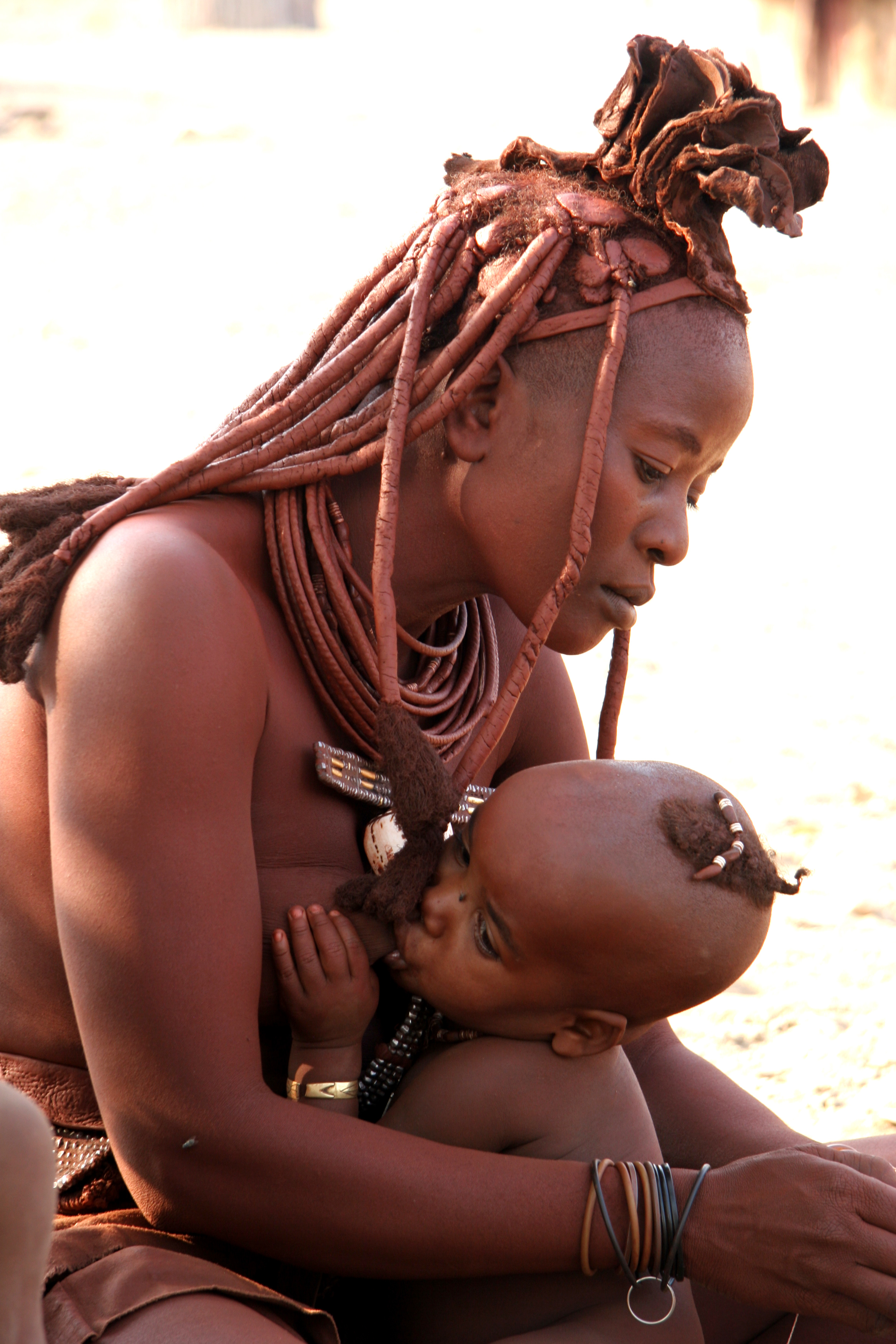
正在哺乳的辛巴族婦女及小孩

內分泌系統中的荷爾蒙使婦女懷孕及產後分泌母乳。從懷孕的第二十四週起（第二及第三孕期），婦女的體內會分泌荷爾蒙，刺激乳房乳腺的生長。孕酮會影響乳泡腺及乳葉的大小。高量的孕酮、催乳素、雌激素及其他荷爾蒙使孕婦在生產前不會分泌乳汁，荷爾蒙在產後會降低，因此開始分泌母乳。在生產後，催产素使乳泡周圍的平滑肌層收縮，使母乳流進乳腺系統中。催产素也是噴乳反射（milk ejection reflex）必要的荷爾蒙。噴乳反射是因嬰兒吸吮而有的反射動作，不過也可能是條件反射，例如因為嬰兒的哭聲。泌乳也可能因為其他生理、心理或藥物的刺激而產生。

## 母乳

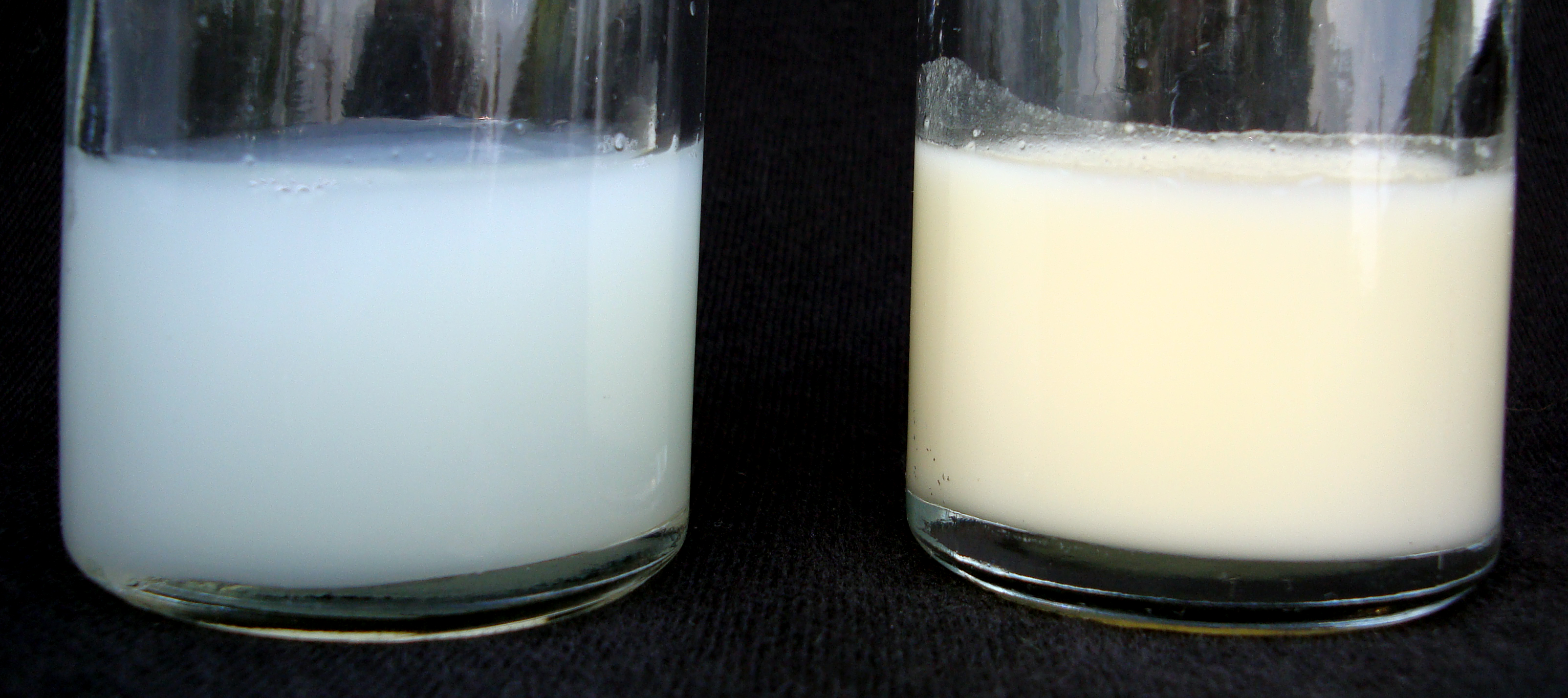
母乳样品。两份样品是同次哺乳所得，左侧为呈白色的前乳，右侧为呈黄色的后乳。

母乳成分有蛋白质、脂肪、碳水化合物、维生素、矿物质、免疫成分（如抗體）。母乳中的部份成份還未充份了解，不過其營養成份相當的一致。母乳是由母親的循环系统及體內的養份所製造而成，其中脂肪、碳水化合物、水及蛋白质是最佳的平衡，符合嬰兒的成長及發展。母乳哺育可以刺激嬰兒體內的生物化學反應，允許酵素、荷爾蒙、成長因子及免疫物質來幫助嬰兒對抗感染性疾病。母乳中也有長鏈的多元不飽和脂肪，可以幫助神經及視網膜的發展。因為泌乳會消耗每日500卡的熱量，因此也可以幫助母親在分娩後減輕體重。
母乳會依嬰兒在各階段哺乳了多久，以及嬰兒的年齡而改變。第一階段的母乳在出生後幾天就會分泌，稱為初乳。在哺乳時，乳房一開始分泌的是前乳（foremilk），其濃度較稀，含有許多蛋白質及維生素。若繼續哺育，乳房會分泌後乳（hindmilk），顏色及質地較接近奶油，其中也包含較多脂肪。
美國兒科學會（AAP）的研究認為：「吸煙的母親不需禁止哺乳，不過禁止在家中吸煙，也仍需儘快戒煙。」。此外，美國兒科學會也認為「哺乳的婦女需禁止酒精類飲品」、「偶爾少量的飲酒是許可的，但在飲酒二小時後才允許哺乳。」。2014年的回顧研究認為；「即使在狂飲的理論基礎下，嬰兒也不會藉由哺乳吸收到临床相关的酒精濃度，只要是偶爾飲酒，哺乳對嬰兒沒有不良的影響。」

## 程序
有許多書籍及影片教導如何哺乳，醫院中的哺乳顧問、媽媽教室或護理人員、及一些志工組織（如國際母乳會）也會提供教學及協助。

### 開始

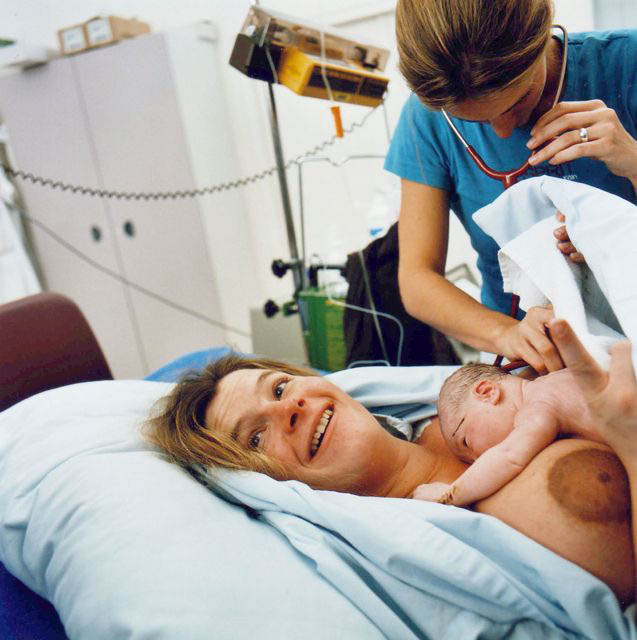
新生兒吃奶後的休息，護理師在此時檢查呼吸音

哺乳可以在新生兒出生後立刻開始，可將新生兒放在媽媽胸前，當嬰兒想要吸吮時，就可開始哺乳。
根據一些專家的論點，越來越多的證據支持早期的母嬰之間皮膚對皮膚接觸（也稱為袋鼠護理法）可以刺激母體的哺乳行為。放在媽媽胸前的新生兒有其本能會含住乳房，開始吸吮母乳，時間約在出生後一小時以內。立刻的皮膚對皮膚接觸會對新生兒形成第一印象，也使得後續的哺乳簡單一點。世界衛生組織的報告指出，立刻的皮膚對皮膚接觸除了促進哺乳成功及提昇母子連結以外，也可以減少嬰兒的哭泣及溫暖嬰兒。
依照联合国儿童基金会引述的研究，嬰兒第一次吸吮母乳有個自然的過程。最早是在嬰兒呼吸後首次哭泣開始，之後嬰兒放鬆，開始手部、肩膀及頭部的小幅運動，嬰兒朝母親乳房爬行並開始吸吮。在吃飽之後，嬰兒多半在休息時仍會含著乳房，這是正常的，不過有時會被誤認為是缺之食慾。若沒有外在的干擾及中斷，所有的嬰兒都會依照此步驟進行。但若中斷此一過程，例如將嬰兒移開去量體重，會使哺乳變的較為複雜及困難。像稱重、量身長、洗澡、打針、擦眼部藥膏等都要等第一次哺乳結束後才能進行

### 時機
新生兒出生的前一兩週，多半是每一至三個小時需餵一次母乳（一天為8至12次）。
根據國際母乳會的資料：「哺乳很有經驗的母親知道吸吮方式及嬰兒的需要都可能變化，有時嬰兒吸吮的需求在餵母乳時就已經滿足，但有些嬰兒會在吃飽之後，即使不餓，還是會吸吮乳房。嬰兒會因為孤單、害怕或是疼痛等原因吸吮乳房。乳房安撫嬰兒，可滿足其吸吮的需要，這是自然原有的設計。奶嘴是在媽媽不在身邊時的代替品。母乳哺育除了可以安撫嬰兒外，還可以促進口部-面部的發展、哺乳期的闭经延长、避免嬰兒乳頭混淆，並且刺激乳房，有適當的母乳供給，使下次的母乳哺育有更高的成功率。」
在新生兒階段，餵母乳每次需20至45分鐘，若一個乳房的母乳已經吃完了，媽媽可以提供另一個乳房的母乳。

### 場地

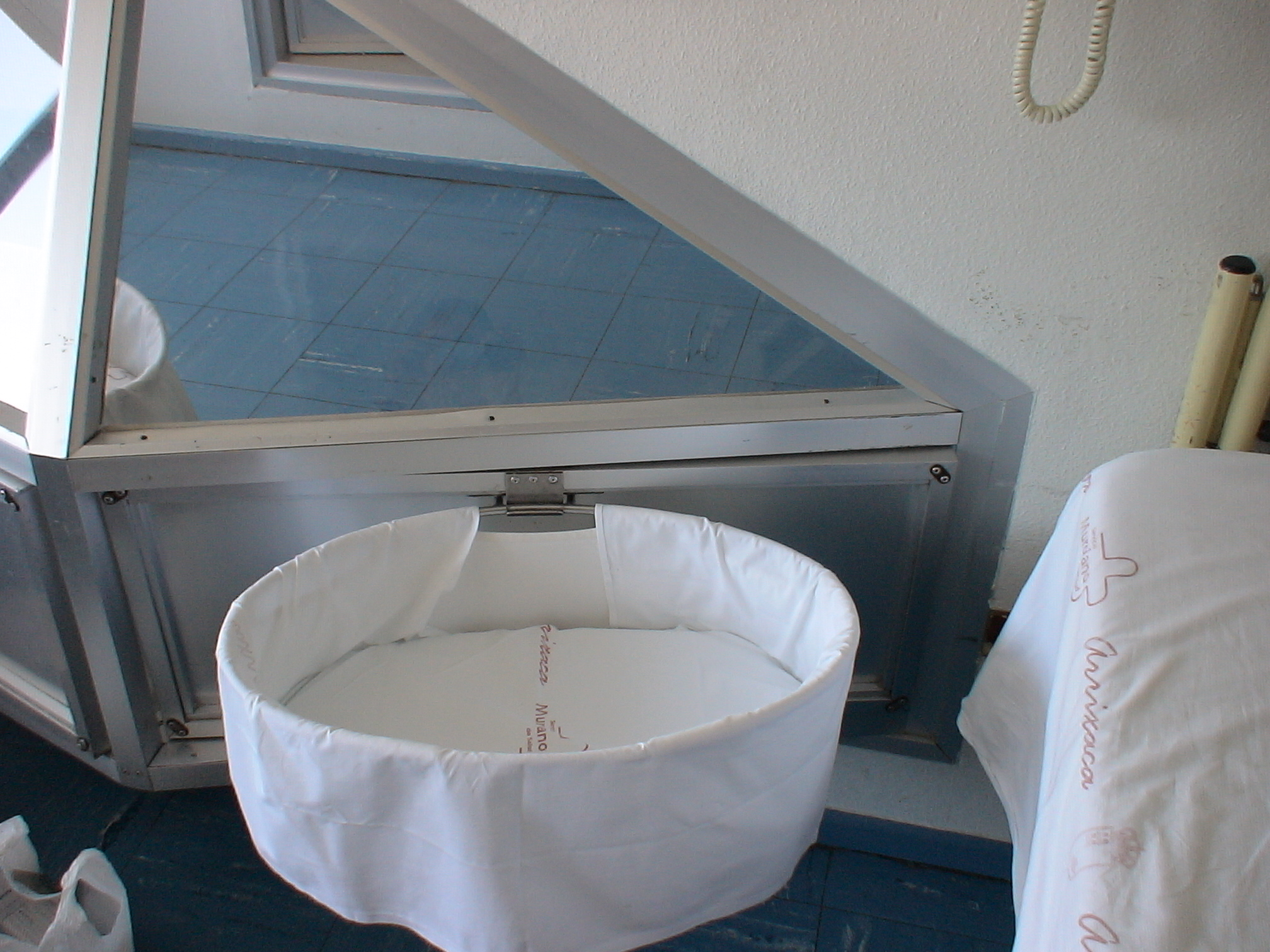
母婴同室摇篮

大部份美國各州都允許母親在任何地方餵母乳。母婴同室（rooming-in care）的醫院允許嬰兒和母親住在同一病房，方便母親餵母乳。雖然法令允許母親在任何地方餵母乳，不需要特別的場地，但有些商業機構會提供哺乳室，因為公眾哺乳在許多已開發國家仍是爭議性的議題。
2014年時，新選出的方濟各教宗鼓勵母親在教堂中哺乳。教宗在舉行嬰兒洗禮時，提到，若嬰兒肚子餓時，母親不用站立。「若嬰兒肚子餓時，就（用母乳）餵小孩吧，完全不用思索是否合適。」教宗說：「因為他們是這裡最重要的人。」

### 抱嬰兒的姿勢

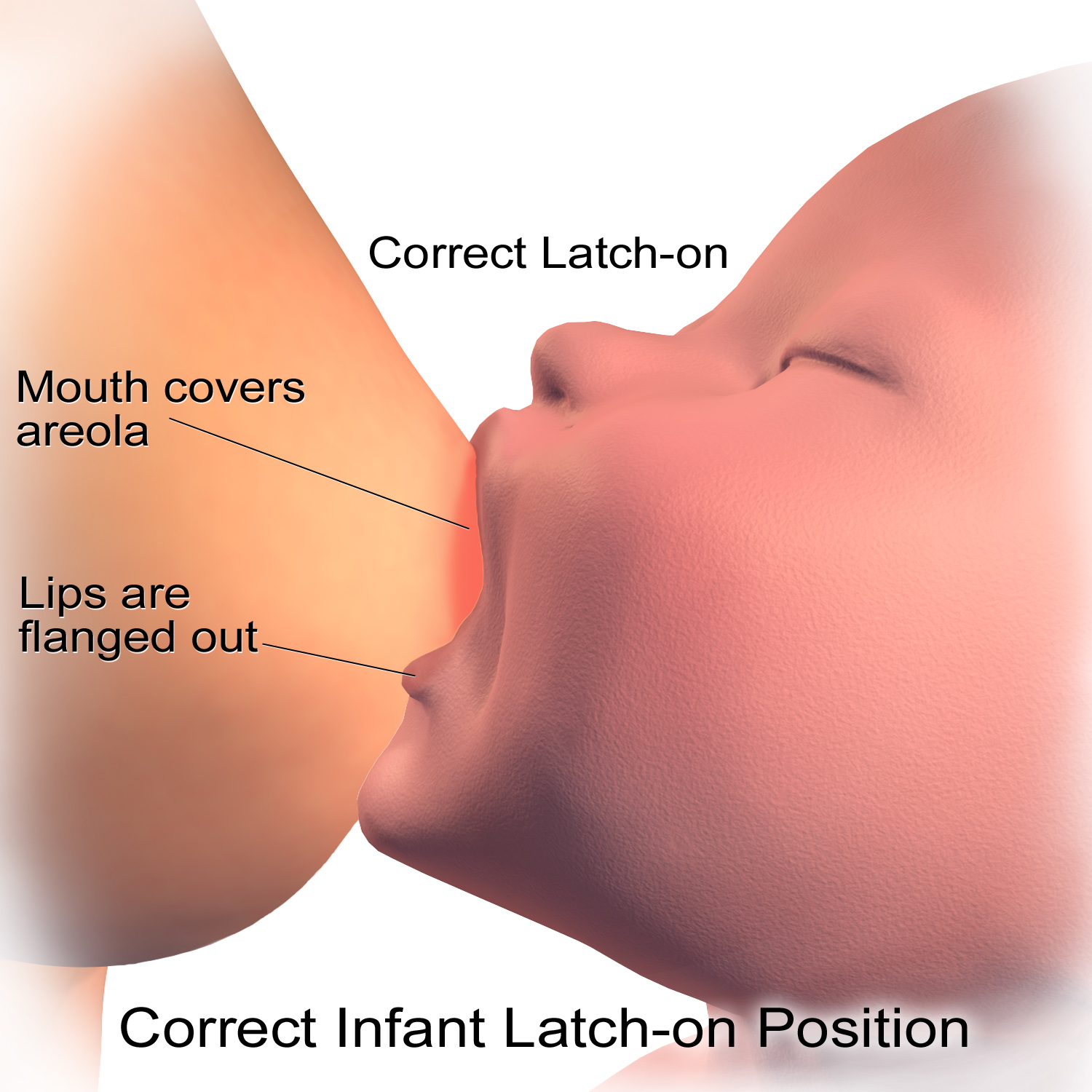
正確的嬰兒含乳（latch-on）位置

正確抱嬰兒的姿勢及技巧可讓嬰兒正確含乳（latch-on），是避免乳頭酸痛，讓嬰兒吃到足夠母乳的所必要的條件。
有數種不同抱嬰兒的姿勢可以讓嬰兒順利含乳。每一個嬰兒可能會有各自習慣的姿勢。橄欖球抱法（Football hold）將嬰兒的腳放在一側，使嬰兒的臉對著母親。一般抱法（cradle hold）是將嬰兒的頭放在母親手臂彎曲處。正面抱法（cross-over hold）類似一般抱法，但母親用另一隻手來扶住嬰兒的頭。母親也可以選擇躺餵抱法（lying down），側身躺下，讓嬰兒躺在她旁邊。

### 含乳
嬰兒有尋乳反射（rooting reflex），會本能性將嘴巴張開，將頭轉向乳房，母親有時會利用這種反射，用其乳頭輕輕碰觸嬰兒的臉頰或嘴唇，讓嬰兒轉頭，變成適合哺乳的位置，然後快速的將乳房放進嬰兒張開的口中。為了避免乳頭酸痛，也讓嬰兒吃到足夠的母乳，乳暈及較大區域的乳房需放入嬰兒口中。。嬰兒沒有正确含乳是無法成功餵奶的主要原因之一。

### 斷奶
斷奶是嬰幼兒食物由母乳轉變為其他食品的過程，若嬰幼兒的食品已完全沒有母乳，則已完全斷奶。大部份的哺乳動物在斷奶結束後會停止生產乳糖酶，因此造成乳糖不耐症。全世界人類的乳糖酶在兒童時比剛出生降低75%至95%，而且還會隨年齡持續下降。不過出現比率地區及血統的差異，像祖先來自北歐的約2-15%，美洲印第安人及亞洲成年人接近100%，黑人及阿什肯納茲猶太人約有60至80%，而拉丁裔美国人約50%至80%。
母親及嬰兒的心理因素也會影響斷奶的過桯，而親密及分離是其中最主要的議題。
母親在斷奶後有時會出現漲奶的症狀，以前在一些國家會用溴隱亭來減少這類的症狀，但因為其常見的副作用，正面效果輕微，只有在特殊情形下才會使用。現在會用卡麦角林、麥角乙脲或避孕藥來使乳房不製造母乳。

## 方式

### 纯母乳喂养
纯母乳喂养（Exclusive breastfeeding）定義為「嬰兒以母乳為其食物，除了維生素、礦物質及其他藥物外，沒有配合任何種類的其他食物（沒有水、果汁、牛奶或其他乳類、也沒有固體食物）」。開發中國家的纯母乳喂养已減少腹瀉及感染性疾病的比例，降低了嬰兒死亡率。相較於混合喂养，纯母乳喂养也減少了從乳母到嬰兒的艾滋病传播。
計算母乳哺育的嬰兒消耗多少熱量是很複雜的一件事，不過一般而言嬰兒都會試圖符合其自身的需求。若無法吃到足夠的母乳，會有發育遲緩的症狀。
國際母乳會有提到不少母親常問到：「我怎麼知道小孩已喝了足夠份量的母乳？」他們的評估是，若出生後頭幾天，新生兒喝的就是初乳，正常情形是每天換一至二片尿布。若出生後三至四天起，母親開始提供母乳，嬰兒每天約會換6-8片布尿布（或5-6片免洗尿布）。此外，大部份較小的嬰兒，在頭幾個月每天會有二次到五次的排便。
國際母乳會提到以下的情形表示小孩已喝了足夠份量的母乳；
- 24小時內平均餵了至少8至12次。
- 每次吃奶的時間約在10至20分鐘或更長。
- 可以聽到吞嚥的聲音。
- 從第四天起，每週體重至少增加100至200克。
- 活動靈活积极、看起來健康、皮膚紧致且色澤良好、身長及頭圍都有成長[55]。

### 混合母乳喂养
主要母乳喂养（Predominant breastfeeding）或是混合母乳喂养（mix breastfeeding）是指用母乳再配合嬰兒配方奶、嬰兒食物甚至是水喂养嬰兒，依嬰兒的年齡而定。

### 挤出母乳

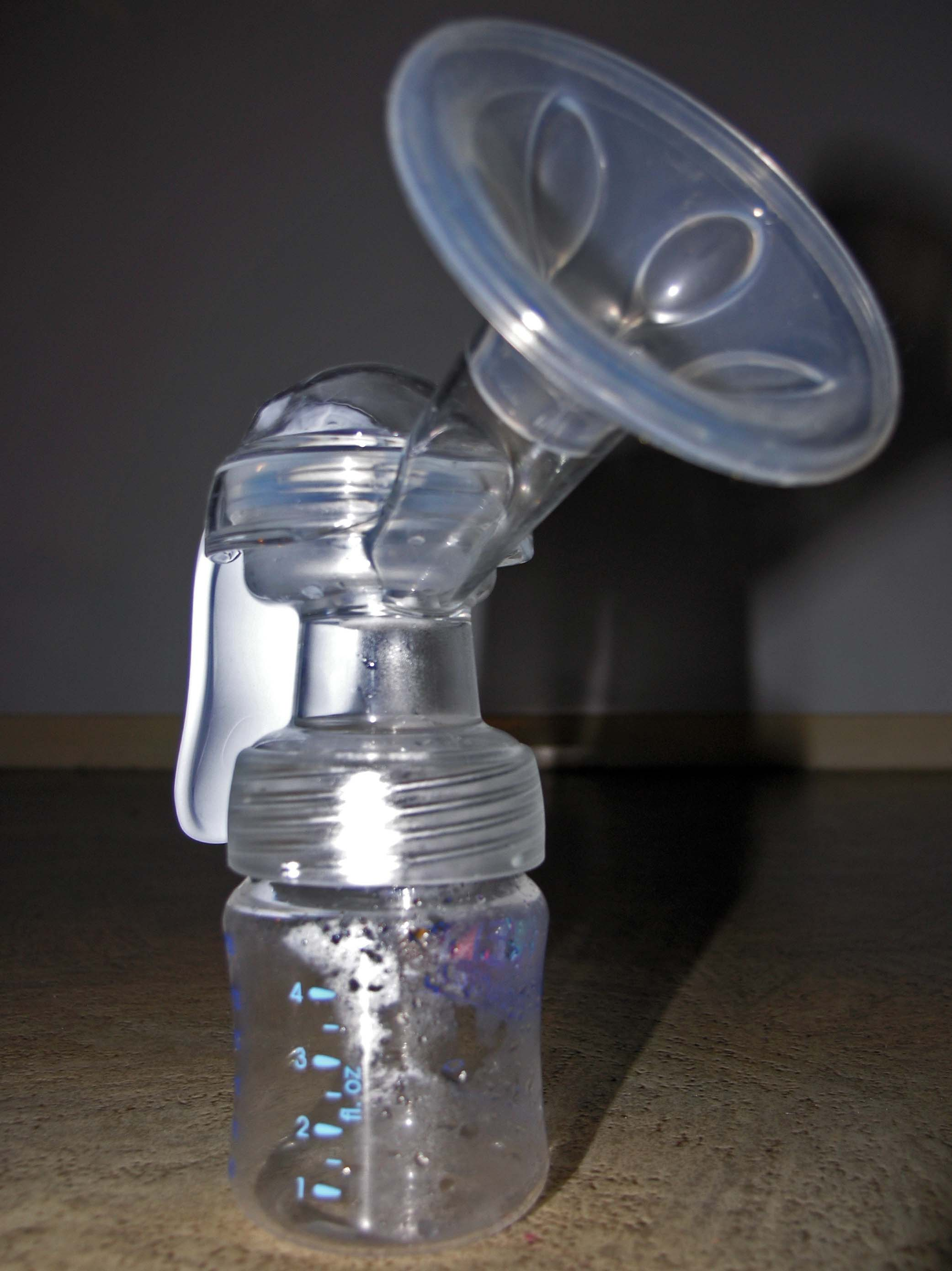
吸乳器

母親若無法自行哺乳，也可以將母乳擠出，儲存，之後再餵給嬰兒吃。擠母乳的方式可以用按摩，也可以用吸乳器。母乳擠出後可以放在冷凍儲存袋、特別為母乳設計的容器、輔助餵奶器或是嬰兒奶瓶。讓母親或（或乳母）以外的人用奶瓶哺乳，也可以維繫嬰兒和母親（或乳母）以外的人的情感關係。
母乳在室溫下最多可以存放六小時，在冷藏室最多可以放八天，在冷凍則可以放到六至十二週。研究指出擠出母乳中的抗氧化剂活性會隨時間而減少，不過仍比配方奶要高。
有許多不同的原因會讓母親將母乳擠出，而不是直接餵小孩母乳。這種方式可以在她和小孩分開時，小孩仍有母乳可以食用。生病的小孩若無法直接吃母乳，可以用鼻胃管的方式餵母乳，有些嬰孩可能無法自行喝母乳，或是不願意喝。將母乳擠出，再另外餵小孩吃是對早產兒較好的作法。。母親若有病毒性疾病，只要將母乳擠出，再經過巴斯德消毒法就沒有感染危險。有些婦女會將母乳捐到母乳銀行，可以讓母乳給其他有需要的人。
嬰兒喝奶瓶中母乳時的動作和喝母親乳房中母乳的動作不同。直接用母親餵養母乳時，嬰兒會用舌頭按摩乳頭，而不是直接吸吮，而乳頭也不會像奶瓶奶嘴一樣深入嬰兒口中。嬰兒用奶瓶喝奶比較不費力，而且奶水出來的較快，因此也有可能讓嬰兒不想再接受直接哺乳，這稱為罢奶或乳头混淆。為了避免此一情形，可以用杯子或是湯匙來餵擠出的母乳。
有些母親只將母乳擠出，再用奶瓶餵食嬰兒。只要有良好的習慣固定擠出母乳，特別是在分娩後的前十二週，此方式可以持續的供應足量的母乳給嬰兒。隨著擠乳器的進步，許多母親只需用擠乳器將母乳擠出，就可以在她們不在嬰兒身邊，嬰兒由別人照顧的情形下，仍然持續母乳的供應。

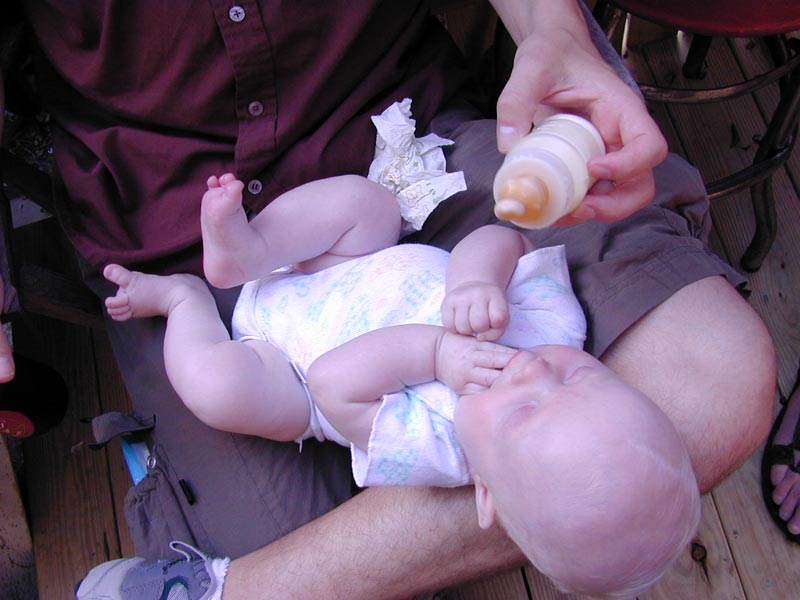
用奶瓶可以餵擠出的母乳，也可以餵配方奶

### 共享式母乳喂养
用母乳哺育別人小孩的女性稱為乳母，歷史上常見有乳母，現今在開發中國家仍然盛行，特別是在非洲，會以一個以上的乳母來餵養一個小孩。共享式母乳喂养是嬰兒感染HIV的危險因子之一。英语圈有時對乳母有較負面的反應。

### 協力車母乳哺育
同時用母乳哺育二個不是雙胞胎或多胞胎的嬰兒的作法稱為協力車母乳哺育（tandem nursing）。每個嬰兒的胃口和吃母乳的習慣不同，因此可能是在不同的時間吃母乳，也可能是同時吃母乳，一種可能作法是用二個乳房同時餵餵二個嬰兒。
若一個婦女在哺乳時又懷孕，生下另一胎，就會需要協力車母乳喂养。在懷孕的末期，母乳會轉變成初乳。有些較大的嬰兒在此改變下仍然繼續吃母乳，有些就會在此時斷奶。若婦女正在懷孕，又為哺另一胎嬰兒母乳，也可以視為是協力車喂养，因為她同時供應二個胎兒的營養。
上述是針對要用母乳哺育不同胎的嬰兒。而要餵三胞胎或多胞胎母乳，又要考慮嬰兒胃口的變化，也是一大挑戰，乳房可以回應此一情形，產生較多的母乳，不過總和的母乳哺育時間會明顯拉長。有成功母乳哺育三胞胎的例子。

### 诱导母乳哺育
诱导母乳哺育也稱為继母乳哺育，是指沒有生產的婦女要開始哺乳，一般需要养母服用荷爾蒙或其他藥物來刺激乳房生長及刺激分泌母乳。有些文化中，為别的孩子餵母乳可以產生稱為“乳母”的親屬關係，是一種在親屬關係以外的社會連結。

### 再母乳哺育
再母乳哺育是指重新開始母乳哺育。在開發中國家，可能因為母親腹瀉需進行口服补液疗法而需讓嬰兒斷奶，當治療結束後，就會再重新開始哺乳。在已開發國家，再母乳喂养也很常見，可能是因為母親的身體狀況已改善，或是她本來不想哺乳，但又改變心意等。
一般對新生兒或是曾吃過母乳嬰兒的再母乳喂养，其成功率最高，若嬰兒一開始是用奶瓶餵奶，嬰兒可能會不吸吮乳房。若母親最近才中斷哺乳，她可能可以重新提昇其母乳分泌量，也可能可以供應足量的母乳。有些女性曾在中斷哺乳數個月後又恢復哺乳，不過中斷時間較短，其成功率會越高。

### 延長母乳喂养
延長母乳喂养是指在嬰兒到12個月或24個月之後，仍繼續母乳喂养的情形。在美國、英國或加拿大等西方國家，延長哺乳比較少見。例如美國只有22.4%的嬰兒吃母乳滿12個月。在印度，一般婦女會哺乳到小孩二歲或三歲。

## 母乳哺育和健康
母乳哺育可以減少許多母親和嬰兒罹患相關疾病的可能性。

### 嬰兒
嬰兒一開始就喝母乳，可能會減少半夜仍需要喝奶的問題。一開始母親和嬰兒的皮膚和皮膚接觸可以增加母乳的分泌量，加強心臟-呼吸系統的穩定性，也減少嬰兒的哭泣。自2007年起的研究發現母乳哺育有許多好處。母乳哺育有助於嬰兒的整體健康、成長及發展。餵母乳的嬰兒其得到急性及慢性疾病（包括下呼吸道感染、耳炎、菌血症、細菌性脑膜炎、肉毒桿菌中毒、泌尿道感染及壞死性小腸結腸炎）的比例會略為降低。母乳哺育也可以避免嬰兒得到嬰兒猝死症、1型糖尿病、克隆氏症、溃疡性结肠炎、淋巴瘤、過敏疾病、消化道疾病，並且增強其認知發展。

#### 成長
喝母乳的嬰兒在五至六個月時體重平均會是出生時的二倍，在一年後，約是出生體重的2.5倍。在一歲時，喝母乳的嬰兒其體型會比喝配方奶的嬰兒要瘦，對其長期的健康有幫助。
DARLING研究（Davis Area Research on Lactation, Infant Nutrition and Growth）指出，喝母乳及喝配方奶的嬰兒在前三個月的體重大致相近，喝母乳的嬰兒在出生後六至八個月體重增加開始變慢，在出生後六至十八個月體重增加明顯變慢，而身長及頭圍的增加大致相近，因此推測喝母乳的嬰兒會比較瘦。

##### 免疫力
母乳中有些抗感染的分子，像是對抗變形蟲感染的膽鹽依賴性脂酶，及會和鐵結合，可抑制肠道菌丛成長的乳铁蛋白。
前六個月純母乳哺育的嬰兒其死於消化系统感染的比例較低，比只有純母乳哺育三至四個月的嬰兒或是母乳和配方奶輪流餵的嬰兒要低。
在哺乳時，每天約會有0.25–0.5克的免疫球蛋白A進入嬰兒體內，這是初乳中的重要成份之一。免疫球蛋白的主要目標可能是腸道內的微生物，體內其他部份也會攝取免疫球蛋白A，但比例相對來說少了許多。
母親在哺乳時接種的大部份疫苗都是對嬰兒安全的，而且母親對破傷風、白喉、百日咳及流行性感冒的抵抗力也會保護嬰兒免於這些疾病，而哺乳也會降低嬰兒的發燒比例。只有天花及黄热病的疫苗會增加嬰兒得到牛痘及脑炎的風險。

#### 死亡率
未哺乳的嬰兒其一歲時的死亡率是有哺乳嬰兒的六倍。

##### 糖尿病
純母乳哺育的嬰兒其得到1型糖尿病的比例比偶爾喂母乳的嬰兒要低。喝母乳的嬰兒在長大後得到2型糖尿病的比例也較低。

##### 兒童期肥胖
在許多研究都發現母乳有避免兒童期肥胖的效果，這些研究的結果相當一致，不過效果不大。2013年的縱貫性研究發現哺乳超過4個月的嬰兒，在二歲及四歲時肥胖的比例較低。

##### 過敏疾病
對於可能有過敏疾病的兒童（至少父母或一位手足有異位性皮膚炎），只餵母乳四個月以上可以避免或延後其過敏症狀，不過效果持續不久。

#### 對健康的其他幫助
哺乳可以減少壞死性小腸結腸炎。
若母親食用麸质，哺乳可以降低嬰兒乳糜泻的比例。
哺乳六個月以上可以減少19%的白血病比例。
哺乳可以減少嬰兒以後心血管疾病的風險，由以往喝母乳的女性成年時膽固醇及C反應蛋白較低可以看出。有些哺乳的小孩長大後的血壓較低，但目前還不清其原因。
1998年的研究認為嬰兒吃母乳對其牙齿的健康有幫助，因為哺乳對口腔及呼吸道的發展有幫助。其原因認為是吃母乳需要的錯位咬合較少，以後也比較不需要進行齒顎矯正。研究指出哺乳的嬰兒其牙弓較常是漂亮的U型，以後也比較不會有打鼾及睡眠呼吸暂停等問題。

#### 智力
目前還不清楚喝母乳對嬰兒長大後的智力是否有幫助。有些研究在控制干擾因素後（例如母親的智力）進行分析，發現沒有明顯的關係。有些研究指出哺乳和兒童的認知發展有益，不過這也可能是因為較多的母嬰互動，和母乳的營養成份不一定有關。

### 母親
母乳哺育對母親的身體及情緒健康都有幫助。是否進行母乳哺育和母親的抑郁症有關。順利餵母乳的母親較不容易得到产后抑郁症。

#### 母子鏈結
母乳哺育時會釋放荷爾蒙，增強母子鏈結。教導伴侶如何處理母乳哺育時常見的問題也可以提高母乳哺育的成功率。丈夫對於正在哺乳妻子的支援，可以增強感情紐帶，也可以幫助建立和嬰兒的父子鏈結。

#### 荷爾蒙
哺乳會在母親體內分泌有益的荷爾蒙，催產素及催乳素可以使母親放鬆，並且增強其养育的本能。分泌的荷爾蒙也可以幫助睡眠，在分娩後就開始哺乳可以增加母親體內的催產素濃度，使子宫收缩更快，減少流血。Pitocin是一種在生產時及生產後幫助子宫收缩的合成荷爾蒙，其結構仿照催產素。Syntocinon是另一種合成的催產素，在英國及澳洲較常使用。

##### 避孕
對一些婦女而言，若用純母乳哺育，會有一段閉經的期間，其排卵會延後一至數個月經週期，甚至到整個哺乳期，此為泌乳停經法，不過這不是完全可靠的生育控制方式。不會排卵的時間因人而異，這是一種自然避孕的方式，若配合特定的哺乳方式，在分娩後六個月內的成功率超過98%。

#### 體重
目前還不清楚哺乳是否會使母親在分娩後的體重增輕。

#### 長期
婦女哺乳對其長期的健康也有幫助，包括減少乳癌、卵巢癌及子宫内膜癌的機率。

## 決定是否母乳哺育的因素
母乳哺育有上述的優點，在母親決定是否要餵母乳時，以下幾個因素會影響是否要母乳哺育。

### 社會支持
工作是最常提到無法進行母乳哺育的原因。2012年時救助兒童會檢查了各國的產假與育嬰假法令，將36個工業化國家依其對母乳哺育的支持程度排名，其中挪威排名第一名，而美國是最後一名。美國的產假依各州而不同，雖然家庭醫療假法（FMLA）保證母親有最多十二週的無薪假期，不過大部份的美國母親都會提早返回職場。
- 母親：母親仍為青少年是低哺乳率的危險因子，不過課程、書籍或（專業或業餘的）個人協談可能會有幫助[107]。有些母親擔心哺乳對乳房的外觀有負面的影響，一份2008年的研究指出哺乳對乳房沒有負面的影響，乳房下垂是因為其他因素造成，例如年齡的增長、懷孕次數，以及是否吸煙等因素[108]。
- 伴侶：伴侶不一定有哺乳的知識，也不清楚他們在其中需扮演的角色。

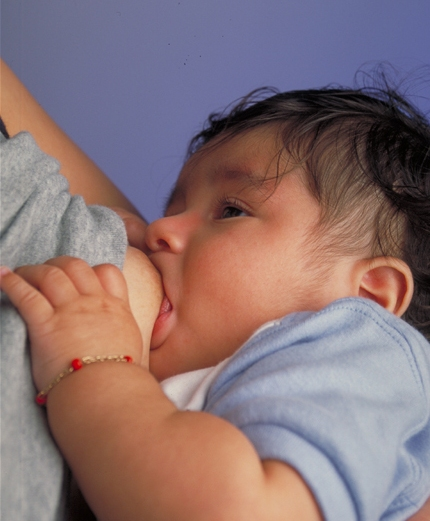
母乳哺育

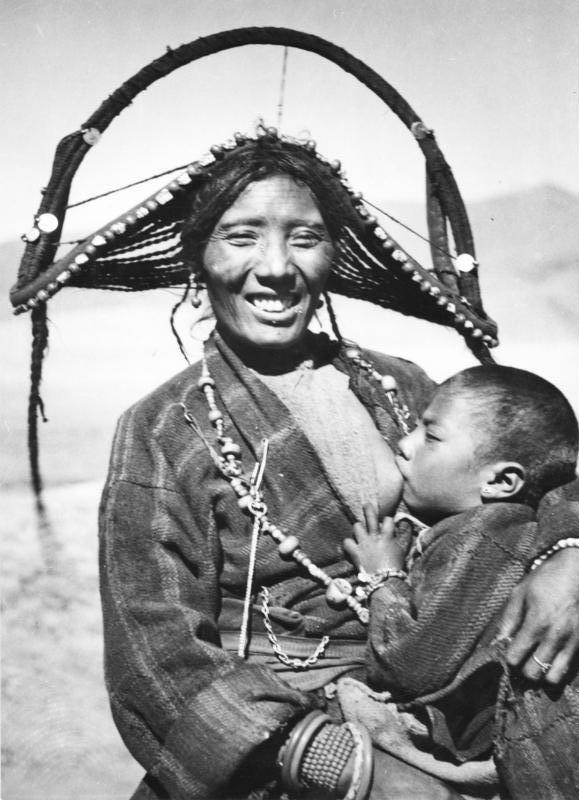
1938年，西藏一對母子

- 醫護人員：醫生及護理師在哺乳及哺乳支持上的訓練有限，常無法給予母親需要的資訊[107]。美國一般外科醫生協會（英语：Surgeon General of the United States）有一個Call to Action to Support Breastfeeding的計劃，設法要教育醫護人員[109]。

### 健康

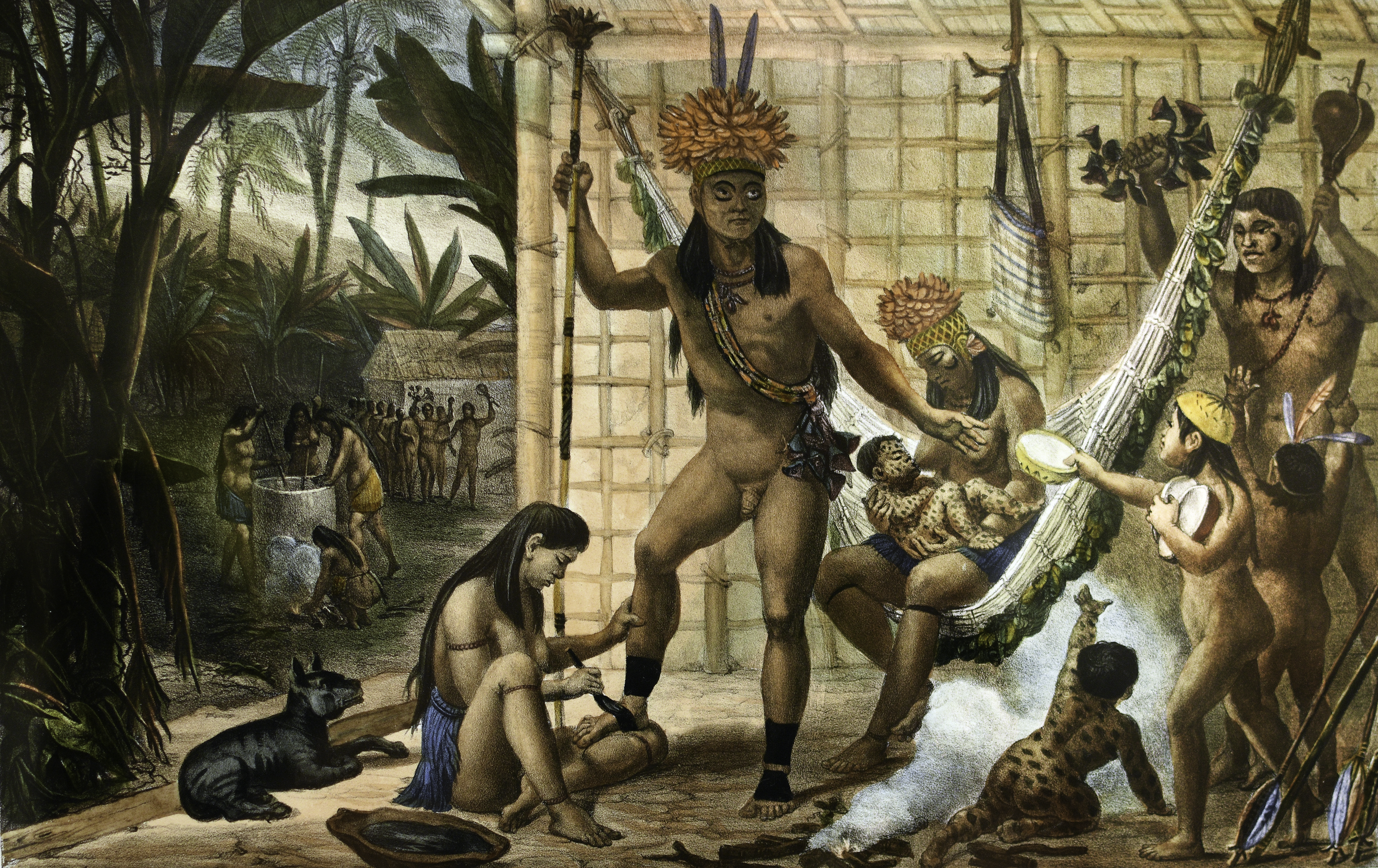
Jean-Baptiste Debret的畫Famille d'un Chef Camacan se préparant pour une Fête，後面有一名婦女在哺乳

一般而言母乳哺育對嬰兒都是有益的，「沒什麼已知的缺點」。不過若母親有罹患特定傳染性疾病，或是有服用藥物，需要有額外的預防措施。。甚至有時可能需停止母乳哺育。
一些醫院照顧新生兒的程序可能會影響哺乳，例如常態性的讓母親和嬰兒分開、劇烈的常規性吸痰、藥物以及分娩方式等。
若嬰兒含乳的方式不正確，或是嬰兒舌系带短缩，接觸乳房時會使乳房疼痛，也會讓母親沒有意願餵母奶，若讓嬰兒用正確的方式含乳，或是處理舌系带短缩的問題，可以改善這些情形。
像隆胸及縮胸等乳房手術都會減少母親可產生的奶水。若女性是意外懷孕，其哺乳的意願也會下降。
中華民國衛生署提出：純母乳哺育的嬰兒，4-6個月時不會有缺鐵性貧血問題，建議母乳哺育的嬰兒滿6個月後，可給予富含鐵質的副食品，同時繼續哺乳到二歲左右。

#### 傳染病
若母親體內有人類免疫缺陷病毒，哺乳時最主要的問題是病毒傳染給嬰兒的風險。若要HIV陽性的母親哺乳，需考慮母乳中病毒载量等因素。
母親若正在服用抗反轉錄病毒藥物，哺乳傳染給嬰兒的比例是1至2%。因此若有些地區傳染性疾病的死亡率仍高，此情形下仍會建議哺乳。此情形下只有在保證安全衛生的情形下才能使用配方奶粉。
世界衛生組織建議各國的政府決定為了避免HIV經哺乳的感染，嬰兒哺育方式及婦女及嬰兒的健康照顧措施需做哪些調整。此外，結核也是可能經哺乳傳染的疾病。

#### 用藥
哺乳的母親需將其服用的所有藥物（包括草藥）告知其健康照顧者。哺乳的母親可以安全的服用許多非处方药、處方藥及接受免疫接種，不過像是鎮痛藥及精神活性药物可能會有風險。
美国国家医学图书馆推出了LactMed，是一個線上的資料庫，列出各藥物哺乳時是否可用的相關資訊，主要給哺乳的母親及其健康照顧者查閱，LactMed列出了450種藥品及其潛在的副作用，以及可能可替代的藥物。。
有些母親飲食中攝取的污染物會經由母乳進入嬰兒體內，例如肉食性魚類體內的汞、咖啡因及雙酚A。

### 社會經濟狀態
母乳比其替代品要便宜，但仍然有其成本。要哺乳的母親需要吃較多的食物。在美國，為了額外食物的費用（約每週US$17）約到配方奶粉費用的一半左右。
母乳哺育也有其机会成本，母親需要每天花數個小時餵奶，無法參與其他事務（例如有薪工作）。一般而言，母親的收入越高，她哺乳可以省的錢就越少。現在有些公司有設置給女性員工的泌乳室，因此女性員工可以在上班時定期在泌乳室泌乳，之後儲存，下班時再帶回家，供嬰兒日後食用，某程度上可兼顧母乳哺育及工作，但在工作上仍有許多的限制及不便存在。
母乳哺育可以降低健康照料的費用，以及照料生病嬰兒的費用。餵母奶嬰兒的父母比較不會因為嬰兒生病而失去工作及薪水。
在美國，種族及社會經濟狀態會影響是否要母乳哺育，也會影響持續哺育的時間。2011年的報告指出，平均而言，美國哺乳的母親其年齡較大、教育程度較高，而且白人的比例較高。學者尚未完全了解非裔婦女哺乳比例一直偏低的原因，不過工作應該是其中主要原因之一。非裔婦女可能需要較快回到職場工作，而且工作環境比較沒有協助哺乳的措施（例如擠乳室）。雖然返回職場工作常是中斷哺乳的原因之一，不過若工作環境有協助哺乳的措施，可以幫助婦女繼續哺乳。低收入的母親較常有意外懷孕的情形。而意外懷孕的母親可能比較沒有意願自己哺乳。

### 社會接受度

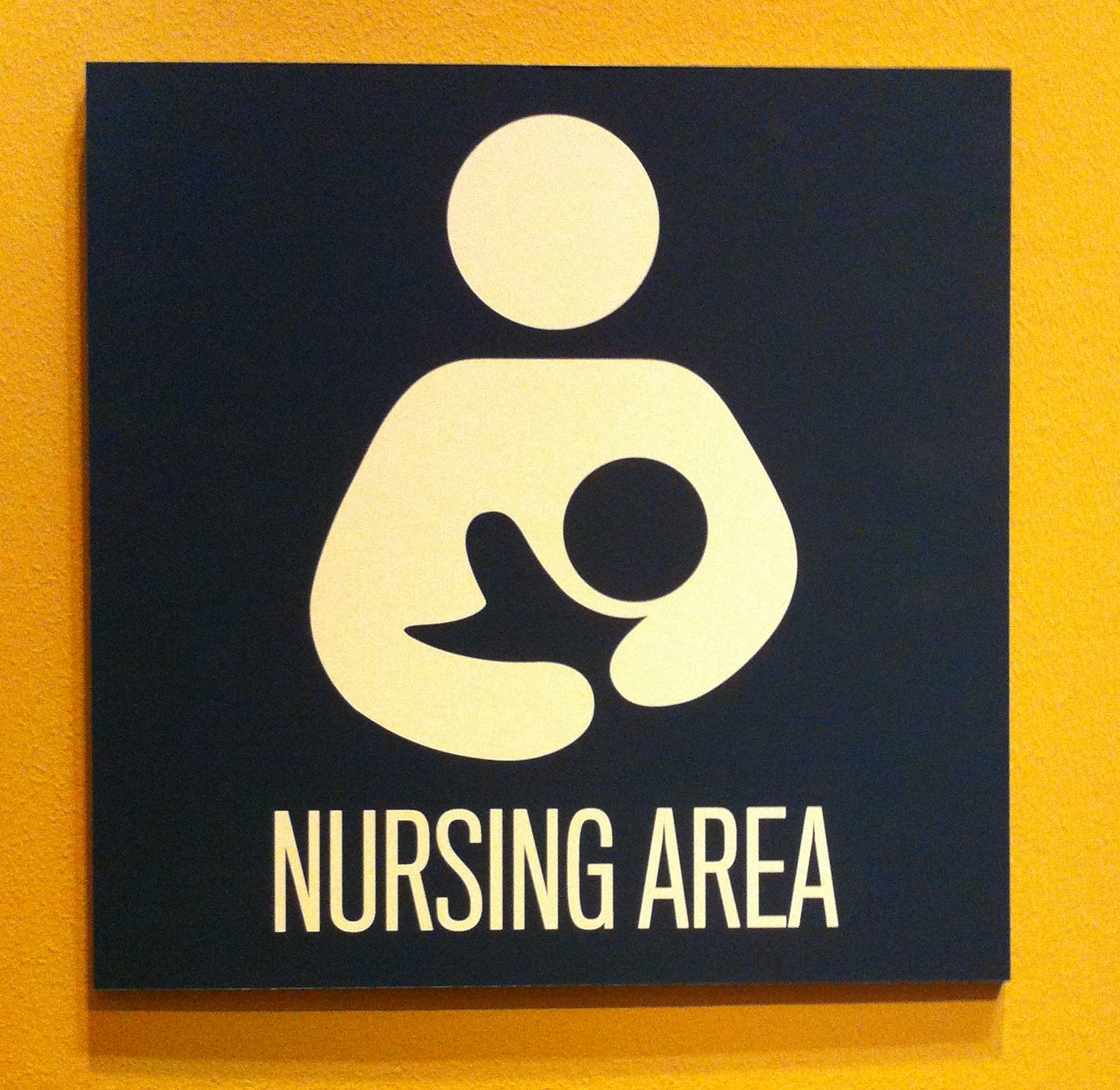
國際母乳哺育標誌

社會對公眾哺乳的負面看法也會使得一些婦女在公眾哺乳時感到不適。在一些場合不太歡迎公眾哺乳，即使這是在法律上明訂的權利，但許多媽媽仍然不願意公眾哺乳，其原因可能是其他人可能會反對這様的作法。
有些公眾場合或是工作場所，會設計讓母親哺乳或是擠乳的小房間。
配方奶粉的發明也被人假設是西方文化因為對哺乳有負面看法之後的產物。吸乳器也提供了母親另一種提供母乳的方式，可以類似餵配方奶的便利，也可以繼續用母奶養育嬰兒。
西方社會常將乳房視為色情的代名詞，而不考慮其生物上的用途。此觀點會因為哺乳將嬰兒的需要和性連在一起而反對哺乳。許多女性在公眾哺乳時常覺得不好意思。這種負面的文化意涵也會縮短哺乳的時間。。
母親的內疚及羞恥常會影響其哺育嬰兒的方式。這些感受是來自母親無法像她心目的「理想母親」一様的哺育嬰兒。不論用奶瓶哺育嬰兒或是直接餵母乳都會有類似的感受，不過其原因不同。用奶瓶哺育嬰兒的會因為認為應該直接餵母乳而內疚。 而直接餵母乳的母親則常需要被迫不舒服的環境下哺乳。有些人會認為哺乳是「猥亵、噁心、性慾的」。鼓勵者用「nurse-ins」表示對公眾哺乳的支持，有些鼓勵者則強調教育婦女哺乳的好處，也教導一些方式來處理哺乳過程中的問題。

## 盛行度

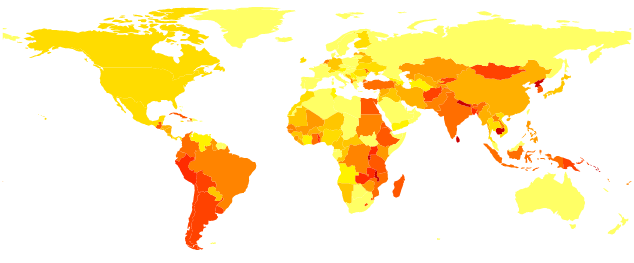
2004年至2011年，前六個月嬰兒只用母乳哺育的比例

2008年美國新生兒母乳哺育的比例
虛線：只用母乳哺育
實線：母乳哺育和其他方式並行
- 從出生後七天開始計算

全球約38%的新生兒在出生後的前六個月只用母乳哺育。美國2008年統計的結果，有75%的婦女一開始用母乳哺育、44%的婦女在前六個月用母乳哺育、有23%的婦女在前十二個月用母乳哺育。

## 歷史
在古埃及、古希臘及羅馬帝國時期，女性一般只為自己的小孩餵養母乳。不過在貴族中，餵母乳開始變成是太過平凡，不適合貴族作的事情，因此開始僱用乳母，用她們的母乳來餵養嬰孩。此習俗一直流傳下來，特別在西歐，貴族女性仍然僱用乳母來餵養嬰孩。基層的婦女一般都是親自餵小孩母乳，只有無法自行餵小孩母乳時才會請乳母。在15世紀時曾試著改用牛奶或是羊奶餵養，但沒有成功。18世紀時，曾經用面粉或谷类混合肉汤來代替母乳，也沒有成功。
配方奶粉在19世紀中開始出現，使用量也漸漸上昇。而在1900年代初期起，西方社會（尤其是美國及加拿大）開始對餵母乳有負面的觀感，認為是下层、沒有文化的行為。而配方奶粉的使用在第二次世界大戰後開始加速。自1960年代起開始提倡餵母乳，此一風潮持續到2000年代中期，不過有關餵母乳的負面看法也持續出現，直到1990年代為止。

## 提倡
各大衛生組織及兒童組織多鼓勵母乳哺育。世界衛生組織認為：「母乳是嬰兒健康成長及發展的理想食物。餵母乳也是完整生產過程的一部份，對母親的健康也有重要意義」。世界衛生組織的準則也建議「持續地、依嬰兒需要的餵母乳、一直到二歲甚至更晚為止。」
欧洲联盟委员会、美國疾病控制與預防中心 、联合国儿童基金会、美国儿科学会、救助儿童会、英國國民保健署、澳洲衛生部及加拿大儿科协会建議出生後六個月只餵母乳，並且持續餵到二歲或是更大時為止。救助儿童会認為：「只用母乳哺育六個月以上，可以提昇嬰兒存活到至少三歲以上的機率。」
專家多半會建議避免使用嬰兒奶瓶餵新生兒，直到嬰兒四到六個月，且可以成功餵母奶為止。但蘇格蘭的一項研究指出，許多家庭認為在嬰兒出生前六個月只餵母奶既不實際，又難以實現。
国际认证泌乳顾问（IBCLCs）是在哺乳期管理上受過認證的專業人士。他們和母親們一起努力解決餵母乳上的問題，並且教育家庭及健康上的專業人士。若產婦在有設有国际认证泌乳顾问的醫院中生產，完全或部份使用母乳哺育的比率會比較高。
有些提議反對在開發中國家用配方奶粉，他們認為開發中國家的婦女若用配方奶，會停止母乳哺育，會依賴配方奶粉，而配方奶粉既費用昂貴，也不一定安全。藉由雀巢抗議等行動，已提出守则，禁止免費的配方奶粉試用包，以乃其他鼓勵母乳哺育的守則，像是世界卫生大会在1981年提出的母乳代用品销售国际守则，以及1990年8月由世界衛生組織及聯合國兒童基金會政策訂定者提出的因諾琴蒂宣言（Innocenti Declaration）。

### 批評
一些女性主義者反對過度提倡母乳哺育，認為「母親必需親餵母乳」的社會觀感讓母親無法自由選擇是否哺乳，對其身體自主造成壓迫，把女性推入母職，用嬰兒的健康來道德綁架。

## 参看
| - 愛嬰醫院 - 寶寶主導式斷奶 - 提倡母乳哺育 - 集乳罩 - 兒童發展 - 牛奶過敏 - 色情乳房吸吮 - 乳房 - 乳母 - 公開哺乳 - 哺乳胸罩 | - 世界促进母乳喂养行动联盟 - 泌乳衰竭 - 配方奶粉 - 袋鼠护理法 - 泌乳室 - 乳腺軌線 - 哺乳椅 - 泌乳停經法 - 母乳代用品销售国际守则 - 哺乳困難 |

## 外部連結
- 维基共享资源上的相關多媒體資源：母乳哺育
- 熊秉真：〈傳統中國的乳哺之道 （页面存档备份，存于）〉。
- 中的“母乳哺育”
- Human Milk Secretion: An Overview US National Institute of Health
- Breastfeeding Resources（页面存档备份，存于） La Leche League International
- Breast-Feeding Content Resources（页面存档备份，存于） WHO reports on Breast Feeding
- Health risks of not breastfeeding （页面存档备份，存于） US Department of Health & Human Services
- The World Alliance for Breastfeeding Action （页面存档备份，存于） (WABA) is a global network of individuals & organisations concerned with the protection, promotion & support of breastfeeding worldwide.
- Breastfeeding （页面存档备份，存于）: NHS Choices
- Center for Disease Control and Prevention Breastfeeding （页面存档备份，存于） CDC
- LactMed（页面存档备份，存于）, a database of the safety of drugs to which breastfeeding mothers may be exposed, by the U.S. National Library of Medicine